# Hermann Gradl cel Bătrân
Hermann Gradl der Ältere, sau Hermann Gradl cel Bătrân (n. 21 mai 1869, Dillingen, Germania – d. 17 aprilie 1934, Landsberg am Lech, Germania) a fost un pictor, sculptor, grafician și realizator de artefacte german, cel mai bine cunoscut pentru realizările sale artistice care se înscriu în amplul curent artistic Art Nouveau.

## Biografie
Începând cu anul 1890, Herman Gradl, numit cel Bătrân pentru a nu fi confundat cu fratele său mai tânăr, Max Josef Gradl (1873-1934), a studiat la Școala de arte și meserii din München împreună cu Max Josef. 
Ambii s-au specializat în pictarea de peisaje, pentru ca ulterior să fie puternic atrași de realizarea de artefacte odată cu deschiderea expoziției din 1898 de la Glass Palace. 